# Монгольская мифология
Монгольская мифология имеет широкий диапазон толкований. Она может означать мифологию монгольских народов и, в этом случае, включать в себя бурятскую мифологию. Иногда её объединяют в тюрко-монгольскую мифологию или говорят о монголо-тибетских мифах. Эти названия выражают культурное взаимодействие между монголами и их предками (сяньби) с тюркским миром (в лице хунну) и тибетским ламаизмом с бонским субстратом. Соответственно, если религия древних монголов трактуется как тенгрианство, то после образования Монгольской империи в XIII веке начинает проникать тибетский буддизм.
Источниками знаний о монгольской мифологии являются Сокровенное сказание монголов, «Чёрная вера» Д. Банзарова, «История монголов» Плано Карпини, Книга чудес света Марко Поло, Джами ат-таварих Рашид ад-Дина и более поздние материалы этнографических экспедиций.
Монгольская мифология содержит в себе ряд пластов. Самым древним считается тотемизм как система связи монгольских племён с духами животных. В качестве тотемов выступали медведь, волк (тотем волка у монголов), горностай, соболь, белка, хорёк, заяц, лебедь, орёл, коршун и налим.
Другой пласт составляли духи предков (онгон), которым приносилась жертва в виде сжигаемой пищи. Также чтились эдзены — духи конкретных мест.
Высший пласт мифологии был представлен Вечным Синим Небом (Хухе Мунхэ Тэнгэр). Небо воспринималось как источник власти и первопричина необходимости. При этом единое Небо часто выступало в виде множества отдельных небесных духов — Тенгри: Багатур-тэнгэри (бог храбрости), Дайчин-тэнгэри (бог войны), Дзаягачи-тэнгэри (покровитель скота), Лу-тэнгэри (бог грома). Антиподом Вечного Неба в мифологии древних монголов была Мать Земля (Этуген).
Чуть ниже по статусу были небесные духи сульде, изображаемые в виде всадников или знамён. Например, культ Чингисхана заключался в поклонении его сульде, то есть белому и чёрному знамени, изготовленным из гривы белого и чёрного коня. В современном монгольском сульд (монг. сүлд) означает герб. Например, Герб Улан-Батора — Улаанбаатарын сүлд.
Под воздействием буддийской мифологии к монголам перешли образы Хормусты и Гэсэра. Также более поздним заимствованием из алтайского пантеона считается бог подземного мира Эрлик.
Из низшей мифологии известны алмасты (монг. алмас: снежный человек) и гигантский червь Олгой-хорхой, а также шулмус («ведьма-оборотень»), мангас («многоголовое чёрное чудовище») и чотгор (призрак умершего).